# Traipu (microregio)
Traipu is een van de dertien microregio's van de Braziliaanse deelstaat Alagoas. Zij ligt in de mesoregio Agreste Alagoano en grenst aan de deelstaat Sergipe in het zuiden en westen, de mesoregio Sertão Alagoano in het noordwesten, de microregio Arapiraca in het noorden en oosten en de mesoregio Leste Alagoano in het zuidoosten. De microregio heeft een oppervlakte van ca. 956 km². Midden 2004 werd het inwoneraantal geschat op 35.650.
Drie gemeenten behoren tot deze microregio:
- Olho d'Água Grande
- São Brás
- Traipu

Mesoregio's: Agreste Alagoano · Leste Alagoano · Sertão Alagoano

Microregio's: Alagoana do Sertão do São Francisco · Arapiraca · Batalha · Litoral Norte Alagoano · Maceió · Mata Alagoana · Palmeira dos Índios · Penedo · São Miguel dos Campos · Santana do Ipanema · Serrana do Sertão Alagoano · Serrana dos Quilombos · Traipu